# فاسيلي دغتيريوف
فاسيلي دغتيريوف (بالروسية:Васи́лий Алексе́евич Дегтярёв)؛ (2 يناير 1880 تولا ، 16 يناير 1949 موسكو) مصمم أسلحة روسي ولواء في سلاح المدفعية ، حاصل على شهادة دكتوراة في العلوم التقنية ، عضو في مجلس السوفيت الأعلى، حاصل على لقب بطل العمل الاشتراكي (الاتحاد السوفيتي)، صمم عدة أسلحة رشاشة خلال خدمته في الجيش السوفيتي أشهرها رشاش بي دي رشاش دوشكا.